# Volksgerichtshof
Volksgerichtshof (vrhovni narodni sud) bio je poseban sud u nacističkoj Njemačkoj, koji je djelovao izvan ustavnih okvira.  
Utemeljen je 1933. godine po naredbi njemačkog kancelara Adolfa Hitlera kao rezultat njegovog nezadovoljstva ishodom suđenja za paljenje Reichstaga.
Volksgerichtshof je bio nadležan za veliki broj tadašnjih političkih prijestupa. Iste je tretirao kao Wehrkraftzersetzung (smanjenje obrambene sposobnosti) te izuzetno oštro kažnjavao.  
Najveći broj smrtnih kazni izrečen je tijekom predsjedanja suca Rolanda Freislera, poznatog po vođenju postupaka protiv skupine Weiße Rose (bijela ruža), tijekom kojeg su Hans i Sophie Scholl osuđeni na smrt, te protiv sudionika srpanjske urote. 
U najvećem dijelu radilo se o namještenim sudskim postupcima.